# Onthophagus rouyeri
Onthophagus rouyeri là một loài bọ cánh cứng trong họ Bọ hung (Scarabaeidae).